# Le Ban-Saint-Martin
Le Ban-Saint-Martin là một xã trong vùng hành chính Lothringen, thuộc tỉnh Moselle, quận Metz-Campagne, tổng Woippy. Tọa độ địa lý của xã là 49° 07' vĩ độ bắc, 06° 09' kinh độ đông. Le Ban-Saint-Martin nằm trên độ cao trung bình là 325 mét trên mực nước biển. Xã có diện tích 1,6 km², dân số vào thời điểm 2005 là 4472 người; mật độ dân số là 2795 người/km². Xã nằm đối diện với thành phố Metz.